# 333744 Pau
333744 Pau este o planetă minoră (asteroid) din centura de asteroizi. A fost descoperită pe 20 decembrie 2009 la  de . 
Obiectul prezintă o orbită caracterizată de o semiaxă mare de 2,6227462464775 UAi, o excentricitate de 0,16648970288576, o înclinație de 6,8923942768305 ° în raport cu ecliptica.